# 1975 Голяма награда на Германия
1975 Голяма награда на Германия е 23-то за Голямата награда на Германия и единадесети кръг от сезон 1975 във Формула 1, провежда се на 3 август 1975 година на пистата Нюрбургринг близо до град Нюрбург, Германия.

## Репортаж
Повечето отбори останаха заети по поправянето на болидите след инцидентите в предишното състезание в Силвърстоун. Единствено отбора на Съртис не успяха да поправят навреме болидите си, но тима разреши на Джон Уотсън да кара втория болид на Лотус, правейки компания на Рони Петерсон за това състезание. БРМ отново пропускат това състезание, чакайки за по-компетентен V12 двигател. Един V12 обаче присъстваше и това е двигател на Матра, като Шадоу подписаха с френския производител да достави един от двигателите зад новия DN7, което е всъщност модифициран DN5 с цел да пасва на спортния двигател. Отборът обаче реши да не използва новата кола за състезанието.
Хескет отново пуснаха резервния си болид за уикенда, като този път австриеца Харалд Ертъл е назначен да кара колата. Самият Ертъл носи със себе си подкрепата от спонсора Варщайнер, както и опит от състезания във Формула 3 и в туристически автомобилни състезания. Междувременно Уилямс назначиха Иън Ашли да кара втория болид, редом до Жак Лафит. В Инсайн, Гейс ван Ленеп отново се върна в тима, след разочороващото представяне на Роелоф Вундеринк. Маки също са с нов пилот като на мястото на Хироши Фушида е назначен Тони Тримър, а причината е неопитността на японеца на Нюрбургринг.

### Квалификация
Както винаги Ники Лауда отново доминира квалификациите, като не само е по-бърз от втория Карлос Паче, но постигайки нов рекорд на трасето. Тирел-ите на Джоди Шектър и Патрик Депайе заеха местата на втора редица, следвани от Клей Регацони, Йохен Мас (който се опита да зарадва публиката, но прецени нещата и си унищожи Макларън-а си в събота), Ханс-Йоахим Щук, Емерсон Фитипалди, Джеймс Хънт (който кара новия 308C в тренировките) и Карлос Ройтеман. Само 25-има се класираха за състезанието, след като организаторите смятаха Тримър като твърде бавен и имаше причина да са прави, докато Ашли разруши предната част на Уилямс-а в инцидент и той също стана зрител за състезанието в неделя.

### Състезание
Помогнато от двама германски състезатели в топ 10, гигантска публика от общо 400 хиляди души присъстваха на трасето. Лауда поведе колоната пред Паче и Депайе, но Шектър и Рони Петерсон имаха проблеми със съединителите на техните болиди и тръгнаха по-късно. Депайе скоро изпревари Паче за втората позиция, докато колоната пресече старт-финалната права за първи път. Мас отпадна с разкъсана гума, което го прати в мантинелите на завоя Фушрох, докато Марк Донъхю имаше същата участ, но успя да влезе в бокса, преди да отпадне в Аремберг след като още една от гумите му го предаде.
След първата обиколка Лауда води пред Депайе, Паче, Ройтеман, Регацони, Щук, Емерсон Фитипалди, Хънт, Жан-Пиер Жарие, Виторио Брамбила, Марио Андрети, Джон Уотсън, Том Прайс, Тони Брайз, Шектър, Алън Джоунс, Лафит, Ертъл, Уилсън Фитипалди, ван Ленеп и Лела Ломбарди. Петерсон влезе в бокса заради проблемите със съединителя, но това не му помогна особено за шведа, който напусна надпреварата малко по-късно на завоя Нордкер. Емерсон получи проблем с болида и спря в бокса, което обаче се отрази негативно на Макларън-а заради сериозните вибрации, докато предното окачване на Уотсън се счупи, а Брамбила отпадна с повреда в задното окачване.
Регацони зае четвъртата позиция от Ройтеман, докато Хънт се придвижи до шестата позиция зад Брабам-а. Щук е следващата жертва, след като двигателя го предаде от седма позиция, докато Андрети спря за смяна на нова гума, след като удари мантинелата. Паче последва германеца с повреда по задното окачване, след като се свлече от шесто място.
Напред в класирането, Депайе все още притискаше Лауда правейки всичко възможно, за да изпревари Ферари-то. Двойката успя да се откъсне от Регацони и Ройтеман, докато двигателя на Хънт му създаваше проблеми. Шектър успя да се изкачи до шеста позиция, след лошия си старт, следван от Шадоу-ите на Жарие и Прайс. Лафит също спечели позиции и се намира девети пред Хил-овете на Брайз и Джоунс, Ертъл, ван Ленеп, Ломбарди и Андрети. Състезанието на Шектър завърши в осмата обиколка, след като усети нещо в задното окачване, което го прати в мантинелите. Жарие хвана части от Тирел-а които са се увили към задвижващия вал, докато се опитваше да влезе в бокса.
След това Депайе е принуден да влезе в бокса, след като предното окачване се развали, което даде шанс на Регацони да мине напред, преди и той да получи проблем с горивното налягане, докато назад в колоната Брайз катастрофира, след като задното му окачване го предаде. Това остави Лауда без видим съперник за победата в това състезание, но малко по-късно и австриеца също получи проблем, оставяйки Ройтеман да се приближи до Ники и да поеме водачеството в 10-а обиколка. Хънт отпадна със счупен диференциал обиколка по-късно. Прайс който се изкачи до втора позиция имаше трудности след като получи изгаряния получени от горивото което се е впръска право в кокпита на уелсеца. Това означава че Ройтеман остана сам начело, докато Лафит и Лауда изпревариха Шадоу-а, което принуди Том да разкопчее коланите в опит да избегне още повече изгаряния.
Така Ройтеман записа първата си победа за сезона и общо четвърта в неговата кариера, което го прати отново на втора позиция в класирането при пилотите. Второто място на Лафит е изненадата на деня, но това е важна за тима най-вече заради ниския бюджет на тима. Лауда завърши трети пред Прайс, който с геройството си завърши четвърти. Петата позиция е притежание на Андрети преди да остане без гориво две обиколки до финала, давайки позицията на Джоунс, а отпадането на американеца прати холандеца ван Ленеп да вземе последната точка за отбора на Инсайн. Единствените пилоти, които завършиха състезанието са Ломбарди, Ертъл (въпреки че загуби задните спирачки към края) и Депайе.

## Класиране
| Поз | No | Пилот             | Конструктор    | Оби. | Време/Отпадане | Място | Точки |
| --- | -- | ----------------- | -------------- | ---- | -------------- | ----- | ----- |
| 1   | 7  | Карлос Ройтеман   | Брабам-Форд    | 14   | 1:41:14.1      | 10    | 9     |
| 2   | 21 | Жак Лафит         | Уилямс-Форд    | 14   | + 1:37.7       | 15    | 6     |
| 3   | 12 | Ники Лауда        | Ферари         | 14   | + 2:23.3       | 1     | 4     |
| 4   | 16 | Том Прайс         | Шадоу-Форд     | 14   | + 3:31.4       | 16    | 3     |
| 5   | 22 | Алън Джоунс       | Хил-Форд       | 14   | + 3:50.3       | 21    | 2     |
| 6   | 19 | Гейс ван Ленеп    | Инсайн-Форд    | 14   | + 5:05.5       | 24    | 1     |
| 7   | 29 | Лела Ломбарди     | Марч-Форд      | 14   | + 7:30.4       | 25    |       |
| 8   | 25 | Харалд Ертъл      | Хескет-Форд    | 14   | + 7:40.9       | 23    |       |
| 9   | 4  | Патрик Депайе     | Тирел-Форд     | 13   | + 1 Об.        | 4     |       |
| 10  | 27 | Марио Андрети     | Парнели-Форд   | 12   | Без гориво     | 13    |       |
| Отп | 24 | Джеймс Хънт       | Хескет-Форд    | 10   | Колело         | 9     |       |
| Отп | 11 | Клей Регацони     | Ферари         | 9    | Двигател       | 5     |       |
| Отп | 23 | Тони Брайз        | Хил-Форд       | 9    | Катастрофа     | 17    |       |
| Отп | 3  | Джоди Шектър      | Тирел-Форд     | 7    | Катастрофа     | 3     |       |
| Отп | 17 | Жан-Пиер Жарие    | Шадоу-Форд     | 7    | Гума           | 12    |       |
| Отп | 8  | Карлос Паче       | Брабам-Форд    | 5    | Окачване       | 2     |       |
| Отп | 30 | Уилсън Фитипалди  | Фитипалди-Форд | 4    | Двигател       | 22    |       |
| Отп | 10 | Ханс-Йоахим Щук   | Марч-Форд      | 3    | Двигател       | 7     |       |
| Отп | 1  | Емерсон Фитипалди | Макларън-Форд  | 3    | Окачване       | 8     |       |
| Отп | 9  | Виторио Брамбила  | Марч-Форд      | 3    | Окачване       | 11    |       |
| Отп | 6  | Джон Уотсън       | Лотус-Форд     | 2    | Окачване       | 14    |       |
| Отп | 5  | Рони Петерсон     | Лотус-Форд     | 1    | Съединител     | 18    |       |
| Отп | 28 | Марк Донъхю       | Марч-Форд      | 1    | Гума           | 19    |       |
| Отп | 2  | Йохен Мас         | Макларън-Форд  | 0    | Катастрофа     | 6     |       |
| Отк | 20 | Иън Ашли          | Уилямс-Форд    |      | Катастрофа     | 20    |       |
| НКв | 35 | Тони Тримър       | Маки-Форд      |      |                |       |       |

## Класирането след състезанието
| Поз | Пилот             | Точки |
| --- | ----------------- | ----- |
| 1   | Ники Лауда        | 51    |
| 2   | Карлос Ройтеман   | 34    |
| 3   | Емерсон Фитипалди | 33    |
| 4   | Джеймс Хънт       | 25    |
| 5   | Карлос Паче       | 24    |
| 6   | Джоди Шектър      | 19    |
| 7   | Клей Регацони     | 16    |
| 8   | Йохен Мас         | 14.5  |

| Поз | Конструктор   | Точки   |
| --- | ------------- | ------- |
| 1   | Ферари        | 54      |
| 2   | Брабам-Форд   | 51 (53) |
| 3   | Макларън-Форд | 39,5    |
| 4   | Хескет-Форд   | 25      |
| 5   | Тирел-Форд    | 24      |
| 6   | Шадоу-Форд    | 6.5     |
| 7   | Уилямс-Форд   | 6       |
| 8   | Лотус-Форд    | 6       |